# ProRussia
ProRussia.tv est une chaîne de télévision privée d'informations généralistes sur la fédération de Russie, la France et l'actualité internationale en langue française, diffusée de 2012 à 2014 sur Internet.

## Historique
ProRussia.tv est lancée en septembre 2012.

## Ligne éditoriale
Slate observe que plusieurs journalistes de ProRussia.tv sont des anciens cadres, élus ou candidats du Front national ou du Bloc identitaire.

## Siège
Son siège se situait à Moscou, en Russie.